# Kohei Imazeki
Kohei Imazeki (今関 耕平 Imazeki Kohei?), född 23 juni 1994 i Chiba prefektur, är en japansk fotbollsspelare.
Imazeki började sin karriär 2017 i Grulla Morioka. Han spelade 12 ligamatcher för klubben.